# Finnici del Baltico

I finnici del Baltico, in Le razze dell'Europa di William Z. Ripley nel 1899.

I finlandesi del Baltico o finnici del Baltico sono un gruppo storico di popoli dell'Europa settentrionale i cui discendenti comprendono i Finlandesi propriamente detti, i Careli (inclusi Ludi e Oloneti), i Ciudi, gli Izhoriani, i Vepsi, i Voti, i Livoni e gli Estoni, i quali parlano lingue balto-finniche ed hanno abitato la regione del Mar Baltico per 3.000 anni secondo una delle teorie, o fino a diecimila anni secondo le altre.

## Teorie sulle origini
Le teorie sull'origine dei finnici del Baltico comprendono la "teoria della migrazione" e la "teoria della continuità dell'insediamento".
Secondo la teoria della migrazione, basata principalmente sulla linguistica comparativa, i popoli proto-finnici migrarono dall'antica patria in qualche zona della Siberia nord-occidentale o Russia orientale verso le rive del Mar Baltico intorno al 1000 a.C., nel qual tempo i Finnici ed Estoni si separarono. La teoria della migrazione è stata tirata in ballo fin dal 1980, fondata sulla genealogia, craniometria e archeologia. Recentemente, una forma modificata della teoria della migrazione ha guadagnato nuovo sostegno fra la generazione di linguisti più giovani, i quali considerano l'archeologia, i dati genetici o craniometrici come non adatti a fornire prove riguardo alle lingue preistoriche.
La teoria della continuità dell'insediamento è basata sull'archeologia e sulla genealogia. Gli studi genealogici hanno mostrato che i finnici del Baltico abbiano una correlazione genetica molto più stretta con gli europei settentrionali e centrali che non con i popoli finnici orientali, come i finnici del Volga. La teoria ipotizza che i finnici del Baltico siano vissuti nella regione per circa 10.000 anni, piuttosto che i 3.000 anni suggeriti dalla teoria della migrazione. Alcuni linguisti hanno anche sostenuto questa teoria, ma il problema è ancora ardentemente dibattuto, poiché la continuità genetica non prova necessariamente la continuità delle lingue. 

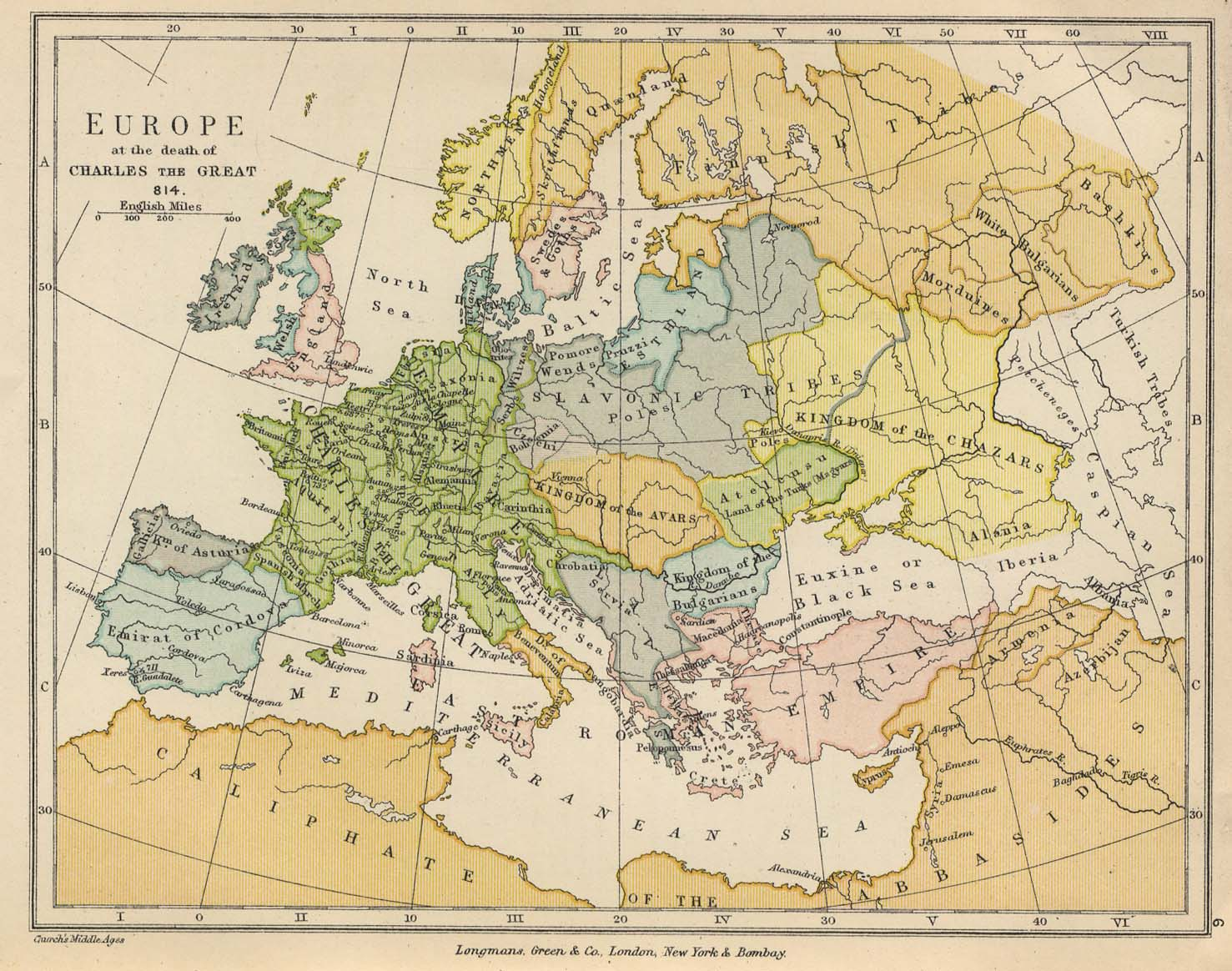
L'Europa nel IX secolo. I popoli finnici nell'Europa settentrionale.
(marcati con colore giallo più scuro)

Durante gli ultimi 30 anni, la ricerca scientifica nel campo dell'antropologia fisica, delle analisi craniometriche, e delle frequenze mitocondriali e del DNA cromosomico Y hanno ridotto la probabilità di una maggiore migrazione verso ovest così recente come 3.000 anni fa. La teoria della continuità dell'insediamento afferma che almeno gli antenati genetici dei popoli ugro-finnici fossero tra i più antichi popoli indigeni dell'Europa.
L'origine del popolo che visse nell'area del Mar Baltico durante il periodo del Mesolitico continua ad essere dibattuta dagli scienziati. Dal Neolitico intermedio in avanti, buona parte degli studiosi restano concordi fra loro: è stato così proposto che le tribù degli ugro-finnici arrivassero nella regione del Baltico dall'est o dal sud-est approssimativamente 4.000–3.000 a.C. incorporandosi con gli abitanti originari, i quali adottarono la lingua proto-ugro-finnica e la cultura della ceramica a pettine dei nuovi arrivati. I membri di questo nuovo gruppo etnico parlante l'ugro-finnico sono considerati come gli antenati degli attuali Estoni. 
I dati del cromosoma Y hanno anche rivelato una comune discendenza ugro-finnica per i maschi appartenenti ai confinanti popoli del Baltico, che parlano lingue baltiche indoeuropee. Secondo gli studi, i maschi Baltici sono più strettamente correlati ai finnici del Volga che parlano l'ugro-finnico come i Mari, piuttosto che ai finnici del Baltico. Si è scoperto che l'indicatore dell'origine ugro-finnica sia più frequente nei Lettoni (42%) e Lituani (43%) che negli Estoni (34%). I risultati suggeriscono che o territori di Estonia, Latvia e Lituania sono stati insediati da tribù parlanti l'ugrofinnico fin dal primo periodo del Mesolitico.
D'altra parte, alcuni linguisti considerano improbabile che una forma di lingua ugro-finnica potesse essere esistita a una così recente data. Secondo queste opinioni, le lingue ugro-finniche appaiono in Finlandia e nel Baltico solo durante l'inizio dell'età del bronzo (1.800 a.C.), se non più tardi.

## Poesia orale dei finnici del Baltico
I finnici del Baltico condividono un'eredità culturale comune: l'arte delle antica "runa" (poema), cantata nel metro del Kalevala e stimata come risalente a 2.500–3.000 anni fa. I Vepsi sono i soli popoli finnici del Baltico senza nessun corpus significativo di poesia orale nella metrica del Kalevala. La tradizione poetica ha incluso poemi epici (noti soprattutto in Carelia e Ingermanland, forse come resti di una più antica, più vasta distribuzione), poemi lirici e canti magici.
L'antica runa canora ha ispirato la creazione dell'epica nazionale della Finlandia: il Kalevala compilato da Elias Lönnrot e la musica di Arvo Pärt, il più noto compositore estone di musica classica.
J. R. R. Tolkien ha messo in luce l'importanza del Kalevala come fonte per il suo legendarium, compreso Il Signore degli Anelli.